# Higashiyama (Tennō)
Higashiyama (jap. 東山天皇, Higashiyama-tennō; * 21. Oktober 1675; † 16. Januar 1710) war der 113. Tennō von Japan in der Edo-Periode.
Er hatte den Thron von 1687 bis 1709 inne. Während seiner Regierungszeit verfügte der abgedankte Tennō Reigen, der länger lebte als Higashiyama, faktisch über die kaiserliche Macht von seinem Kloster aus. Die eigentliche politische Macht in Japan lag aber bei den Tokugawa-Shōgunen in Edo.
Der Nakamikado-tennō war der Sohn Higashiyamas.